# Brad Harris
Pour les articles homonymes, voir Harris.
Brad Harris (né le 16 juillet 1933 à Saint Anthony (Idaho) et mort le 7 novembre 2017 à Santa Monica (Californie)) est un culturiste et acteur américain.

## Biographie
Dans les années 1950, Brad Harris est étudiant en économie à l'université de Californie à Los Angeles et joue dans l'équipe de football américain. Lorsqu'il se blesse à un genou, on lui conseille l'haltérophilie pour se muscler puis il découvre le culturisme. Il travaille ensuite dans une banque près de Hollywood où il deviendra ensuite cascadeur.
À la fin des années 1950, il arrive en Europe. Il coordonne les cascades puis travaille au sein de la seconde équipe. Grâce à sa bonne mine et son physique impressionnant, il obtient des premiers rôles dans des péplums après avoir fait de la figuration dans Spartacus de Stanley Kubrick. Il reste pour tourner des films d'autres genres faisant appel à ce physique comme le film d'espionnage et le western spaghetti avant de revenir au péplum. Il vient ensuite en Allemagne pour développer le film d'action. L'un de ses rôles célèbres est celui du capitaine Rowland dans la série Commissaire X (de), ainsi que Les Trois fantastiques supermen. À la télévision, il apparaît dans Inspecteur Derrick, Dallas ou Falcon Crest.
Sa filmographie comprend un bon nombre de films exotiques.
En 1967, il épouse l'actrice Olga Schoberová avec qui il a un enfant.
Par la suite, il monte sa propre société de production « Three Star Pictures », notamment pour Eva, la vierge sauvage. Puis il fonde une société de musculation.
Il meurt le 7 novembre 2017 à l’âge de 84 ans.

## Filmographie (sélection)
- 1957 : Quand la bête hurle (Monkey on My Back) d'André de Toth
- 1959 : Lil Abner
- 1960 : Goliath contre les géants de Guido Malatesta
- 1961 : Samson contre Hercule de Gianfranco Parolini
- 1962 : Espionnage à Hong Kong de Jürgen Roland
- 1962 : C'est arrivé à Athènes (It Happened in Athens) d'Andrew Marton
- 1962 : Les Derniers Jours d'Herculanum (Anno 79 - La distruzione di Ercolano) de Gianfranco Parolini
- 1962 : Hercule se déchaîne de Gianfranco Parolini
- 1962 : La Légende de la panthère noire (en)
- 1963 : Les Pirates du Mississippi de Jürgen Roland
- 1963 : Maigret voit rouge de Gilles Grangier
- 1964 : Les Diamants du Mékong
- 1964 : F.B.I. contre l'œillet chinois
- 1964 : Les Chercheurs d'or de l'Arkansas
- 1964 : Le Mystère de la jonque rouge
- 1965 : 001 destination Jamaïque (en)
- 1965 : Les Aigles noirs de Santa Fé
- 1965 : Le Commissaire X traque les chiens verts
- 1966 : Chasse à l'homme à Ceylan (Commissaire X)
- 1966 : Commissaire X dans les griffes du dragon d'or
- 1966 : Super coup de 7 milliards
- 1967 : L'Homme qui venait pour tuer
- 1967 : Les Trois Fantastiques Supermen
- 1967 : Commissaire X : Halte au L.S.D.
- 1967 : Commissaire X - Trois panthères bleues (de)
- 1968 : Commissaire X et les trois serpents d'or
- 1968 : Pour une poignée de diamants
- 1968 : Eva, la vierge sauvage (Eva, la venere selvaggia) de Roberto Mauri : Burt Dawson
- 1969 : Dans l'enfer de Monza
- 1969 : Les Nuits érotiques de Poppée
- 1970 : L'Étrangleur de Vienne de Guido Zurli : Mike Lawrence
- 1970 : Durango encaisse ou tue de Roberto Bianchi Montero : Durango
- 1970 : Les Trois Supermen dans la jungle de Bitto Albertini : Scott[2]
- 1971 : Commissaire X contre Tiger-Gang (de)
- 1971 : Le Retour du gladiateur le plus fort du monde
- 1972 : Zambo
- 1972 : Django adios ! (Seminò morte... lo chiamavano il Castigo di Dio!) de Roberto Mauri : Django
- 1973 : Un poing, c'est tout de Gianfranco Parolini : Brad McCoy/Keule
- 1974 : Mutations (The Freakmaker)
- 1975 : Le Dur, le Mou et le Pigeon (Antonio e Placido - Attenti ragazzi... chi rompe paga) de Giorgio Ferroni : Placido
- 1977 : Holocauste nazi (Armes secrètes du IIIe Reich) (La Bestia in Calore) de Luigi Batzella[3] : Don Lorenzo (non crédité)
- 1978 : Zwei tolle Käfer räumen auf (de)
- 1978 : La Cible étoilée
- 1978 : Lady Dracula
- 1979 : Inspecteur Derrick – Une Visite de New-York
- 1980 : L'Implacable Défi (en)[4]
- 1983 : Hercule
- 1983 : Les Sept Gladiateurs
- 1986 : Der Stein des Todes (de)
- 1999 : Boom
- 2011 : Shiver